# Marie François Joseph Jules André
Pour les articles homonymes, voir André.
Marie François Joseph Jules André, né le 2 mai 1819 à La Canourgue (Lozère) et décédé le 7 janvier 1882 à Lodève (Hérault), est un homme politique français.
Négociant, maire de Lodève, il est député de l'Hérault de 1848 à 1849, siégeant avec les partisans du général Cavaignac.

## Sources
- « Marie François Joseph Jules André », dans Adolphe Robert et Gaston Cougny, Dictionnaire des parlementaires français, Edgar Bourloton, 1889-1891 [détail de l’édition]